# Pycnomerus nova
Pycnomerus nova es una especie de coleóptero de la familia Zopheridae.

## Distribución geográfica
Habita en Kenia.